# Josh McNey
Josh McNey (Westlake Village, 15 de maig de 1975) és un fotògraf i director creatiu estatunidenc. McNey va començar a fotografiar de ben jove, fent fotos dels seus germans i amics mentre patinaven i surfejaven. Després de l'institut, McNey va passar set anys als Marines dels Estats Units.
El 2002 McNey es va traslladar a Nova York per assistir a la Universitat de Colúmbia. Va fotografiar l'equip de lluita lliure de Colúmbia mentre estudiava a la universitat. Les fotografies de McNey han aparegut a les publicacions Crush, Dust, Flaunt Magazine, XLR8R, Positive Magazine, Kink Magazine, Kaltbult i Vision LA. McNey ha fotografiat RZA, Walter Pfeiffer i Nico Muhly.
El 2011 McNey va produir la seva primera exposició individual, anomenada Protect from Light, a la galeria Casa de Costa de Nova York. El treball de McNey també s'inclou en la col·lecció de fotografia d'Elton John i al Museu d'Art Gai i Lèsbic Leslie-Lohman. Actualment viu i treballa a la ciutat de Nova York.